# Malutków
Malutków (do 1945 niem. Malkendorf) – uroczysko-dawna miejscowość w Polsce, w województwie lubuskim, w powiecie sulęcińskim, w gminie Sulęcin.
Wieś położona była na zachód od Jemiołowa. Polską nazwę Malutków, zastępującą niemiecką Malkendorf, wprowadzono urzędowo rozporządzeniem Ministrów Administracji Publicznej i Ziem Odzyskanych z dnia 1 lipca 1947 roku. Wieś zlikwidowana została w 1950 roku w związku z poszerzeniem obszaru poligonu w Wędrzynie. Zachowały się pozostałości niemieckiego cmentarza.